# Chołożyn Mały
Chołożyn Mały (biał. Малы Халажын; ros. Малый Холожин) – wieś na Białorusi, w obwodzie brzeskim, w rejonie pińskim, w sielsowiecie Ochowo.
W dwudziestoleciu międzywojennym leżał w Polsce, w województwie poleskim, w powiecie pińskim, w gminie Porzecze. Po II wojnie światowej w granicach Związku Sowieckiego. Od 1991 w niepodległej Białorusi.